# Euowenia
Euowenia is een geslacht van uitgestorven buideldieren uit de familie Diprotodontidae van de orde Diprotodontia. De Euowenia-soorten leefden in het Plioceen in Australië.